# Free as a Bird
Free as a Bird är en låt av The Beatles som ursprungligen skrevs av John Lennon. Den utgavs som singel den 4 december 1995. 
Lennon spelade själv in låten med endast sång och piano 1977. Efter hans död 1980 tog de andra beatlarna 1994 sig an demoinspelningen, bidrog med nya texter, lade på trummor, en gitarr till, bas och bakgrundssång och släppte den som första spår på skivan Anthology 1.